# Jason Wingreen
Jason Wingreen (* 9. Oktober 1920 in Brooklyn, New York; † 25. Dezember 2015 in Los Angeles, Kalifornien) war ein US-amerikanischer Schauspieler. Er wurde vor allem durch sein Mitwirken in vielen populären amerikanischen Fernsehserien bekannt.

## Biografie
Als Sohn eines jüdischen Schneiders wurde Wingreen 1920 in dem Stadtbezirk Brooklyn von New York City geboren. Er wuchs in Howard Beach, Queens auf und besuchte die John Adams High School. Später studierte er Englisch und Sprache am Brooklyn College, wo er im Juni 1949 seinen Abschluss absolvierte.
Während des Zweiten Weltkrieges war er Teil der United States Army Air Forces und unter anderem in Deutschland und England stationiert. Nach seiner Dienstzeit kehrte er nach Howard Beach zurück und studierte mit der Unterstützung des Veteranenprogramms G.I. Bill an der New School Schauspiel. Er war Mitgründer des Circle in the Square Theater in Greenwich Village.
1955 hatte er seinen ersten Auftritt in der Fernsehserie, seine erste Filmrolle folgte kurz darauf. Ab den frühen 60er Jahren war er Teil der Abstimmungsjury der Academy of Motion Picture Arts and Sciences. Für seine Verkörperung des Barmanns Harry Snowden in der US-amerikanischen Sitcom All in the Family und deren Spin-off Archie Bunker’s Place erlangte Jason Wingreen große Bekanntheit. Mit Gast-Auftritten in Kobra, übernehmen Sie, Bonanza oder Raumschiff Enterprise wurde er auch dem deutschen Publikum zu einem vertrauten Gesicht.
Kurz vor dem Dreh zu Star Wars: Das Imperium schlägt zurück (1980) sprach Wingreen für die Rolle des Yoda vor. Diese ging jedoch an den Puppenspieler Frank Oz, der die Figur auch bewegte. Stattdessen synchronisierte er den Kopfgeldjäger Boba Fett, der von dem Engländer Jeremy Bulloch verkörpert wurde. In der Neuveröffentlichung von 2004 wurde seine Stimme jedoch durch die von Temuera Morrison ersetzt. Tatsächlich wurde erst 2000 bekannt, dass er den Kopfgeldjäger gesprochen hatte, da er durch die vergleichsweise kleine Rolle weder im Abspann genannt wurde noch Tantiemen erhielt.
Am 25. Dezember 2015 verstarb Windgreen in Los Angeles, Kalifornien, wie sein Sohn Ned bestätigte. Neben ihm hinterließ er zwei Enkel und seine Schwester Harriet, die jahrelang als Pianistin für die New Yorker Philharmoniker spielte. Er wurde 95 Jahre alt.

## Filmografie (Auswahl)
- 1955: The Armstrong Circle Theater (Fernsehserie, Folge 5x34)
- 1958: Bravados (The Bravados)
- 1960–63: Unglaubliche Geschichten: The Twilight Zone (The Twilight Zone, Fernsehserie, 3 Folgen)
- 1963: The Outer Limits (Fernsehserie, 3 Folgen)
- 1963–67: Auf der Flucht (The Fugitive, Fernsehserie, 6 Folgen)
- 1963–72: Bonanza (Fernsehserie, 3 Folgen)
- 1965: Gauner gegen Gauner (The Rogues, Fernsehserie, Folge 1x25)
- 1965–66: The Long Hot Summer (Fernsehserie, 8 Folgen)
- 1965–67: Solo für O.N.C.E.L. (The Man From U.N.C.L.E., Fernsehserie, 4 Folgen)
- 1965: Die Seaview – In geheimer Mission (Voyage to the Bottom of the Sea, Fernsehserie, Folge 1x27)
- 1965: Stimme am Telefon (The Slender Thread)
- 1966: Verrückter wilder Westen (The Wild Wild West, Fernsehserie, Folge 1x20)
- 1967: The Green Hornet (Fernsehserie, Folge 1x19)
- 1967: Invasion von der Wega (The Invaders, Fernsehserie, 2 Folgen)
- 1968: Raumschiff Enterprise (Star Trek, Fernsehserie, Folge 3x12)
- 1968–71: Kobra, übernehmen Sie (Mission: Impossible, Fernsehserie, 2 Folgen)
- 1969–72: Mannix (Fernsehserie, 4 Folgen)
- 1970: Voodoo Child (The Dunwich Horror)
- 1970: Tod eines Bürgers (The Old Man Who Cried Wolf, Fernsehfilm)
- 1970: Geschossen wird ab Mitternacht (The Cheyenne Social Club)
- 1972: Columbo (Fernsehserie, Folge 1x06)
- 1972: Rauchende Colts (Gunsmoke, Fernsehserie, Folge 17x24)
- 1973: The New Perry Mason (Fernsehserie, Folge 1x10)
- 1973–75: Barnaby Jones (Fernsehserie, 2 Folgen)
- 1973–77: Kojak – Einsatz in Manhattan (Kojak, Fernsehserie, 3 Folgen)
- 1974: Der Killer im Kopf (The Terminal Man)
- 1975: Was nützt dem toten Hund ein Beefsteak? (Mr. Ricco)
- 1976: Die Waltons (The Waltons, Fernsehserie, Folge 5x05)
- 1976–78: Detektiv Rockford – Anruf genügt (The Rockford Files, Fernsehserie, 2 Folgen)
- 1976–79: All in the Family (Fernsehserie, 25 Folgen)
- 1977–79: Drei Engel für Charlie (Charlie’s Angels, Fernsehserie, 2 Folgen)
- 1979: Roots – Die nächsten Generationen (Roots: The Next Generations, Miniserie, Folge 1x04)
- 1979: Captain America (Fernsehfilm)
- 1979–83: Archie Bunker’s Place (Fernsehserie, 92 Folgen)
- 1980: Die unglaubliche Reise in einem verrückten Flugzeug (Airplane!)
- 1980: Das Imperium schlägt zurück (The Empire Strikes Back, Stimme)
- 1987–91: Matlock (Fernsehserie, 11 Folgen)
- 1988: Arthur 2 – On the Rocks (Arthur 2: On the Rocks)
- 1992: Seinfeld (Fernsehserie, Folge 4x09)